# Марија Магдалена (филм)
„Марија Магдалена” је југословенски ТВ филм из 1977. године. Режирала га је Мира Траиловић која је написала и сценарио по делу Фридриха Хебела

## Улоге
| Глумац                 | Улога                 |
| ---------------------- | --------------------- |
| Данило Бата Стојковић  | Мајстор Антон, столар |
| Марија Црнобори        | Антонова жена         |
| Јелисавета Сека Саблић | Клара, ћерка Антонова |
| Бора Тодоровић         | Леонард, писар        |
| Михаило Миша Јанкетић  | Секретар              |
| Аљоша Вучковић         | Карл, син Антонов     |
| Ташко Начић            | Волфрам               |
| Дејан Чавић            | Судски стражар 1      |
| Зоран Ратковић         | Судски стражар 2      |